# Doesus
Doesus é um gênero de coleóptero da tribo Philiini (Philinae).

## Descrição
Cabeça arredondada, ligeiramente alongada e estreitada atrás dos olhos. Olhos grandes, oblongos e proeminentes, com os lobos inferiores estendidos até as genas. Labro bastante grande. Mandíbulas são mais curtas, mas fortemente arqueada. Lábio muito pequeno, arredondado anteriormente. Palpos crescendo gradualmente mais espesso, o último artículo subtriangular. Tubérculos anteníferos estreitos e transversos. Antenas cerca de um terço maior que o corpo, nos machos; enquanto que nas fêmeas, atingem a metade do corpo; subserrada, de onze artículos; o primeiro artículo curto, o segundo muito mais curto que o anterior, o terceiro duas vezes mais longo que os dois anteriores juntos; quarto e sexto sucessiva e gradualmente mais longo; terceiro ao décimo primeiro cobertos por uma curta pubescência. Mesonoto canalizado ao longo do meio; sem área estridulatória. Protórax quase iguais em comprimento e largura, mais estreito na frente, arredondado para trás; sua margem lateral, sob a forma de uma carena que se estende a uma maior ou menor distância entre a base e a uma certa distância a partir do ângulo exterior da cavidade coxal. Élitros mais amplo do que o protórax, quase três vezes maiores que a sua largura da base, paralelos, estreitado e arredondados no ápice, com algumas linhas debilmente levantadas; ângulo umeral produzido. Pernas bastante longas; fêmures franjados com pelos por baixo; tíbias são razoavelmente robustas e curvadas externamente, com as margens tuberculadas e franjadas com pelos curtos; tarsos um pouco longo, com a primeira articulação um pouco curta, enquanto a segunda e a terceira são unidas, onde a fenda da terceira não é extensiva até o meio. Processo intercoxal do proesterno fortemente levantada, vertical e muito estreita para trás, não descansando sobre o mesosterno, onde este é estreito e triangular, não separando as coxas posteriores.

## Espécies
- Doesus taprobacinus Gahan, 1906
- Doesus telephoroides Pascoe, 1862